# Destin
Destin – miasto w Stanach Zjednoczonych, w stanie Floryda, w hrabstwie Okaloosa.